# 毛利匡民
毛利 匡民（もうり まさたみ）は、江戸時代後期の長門国清末藩の世嗣である。

## 生涯
毛利匡民は、寛政12年6月29日（1800年8月19日）に長門国清末藩の第4代藩主・毛利匡邦の長男として誕生した。清末藩の嫡子として成長したが、家督を相続することなく文化14年6月22日（1817年8月4日）に18歳で早世した。
匡民の早世に伴い、清末藩は後継者の問題に直面した。代わって、伊勢国長島藩主・増山正賢の次男である毛利政明が養子として迎えられ、新たな嫡子となった。政明は後に第5代清末藩主を継承することとなる。